# Puente atirantado de Jerusalén

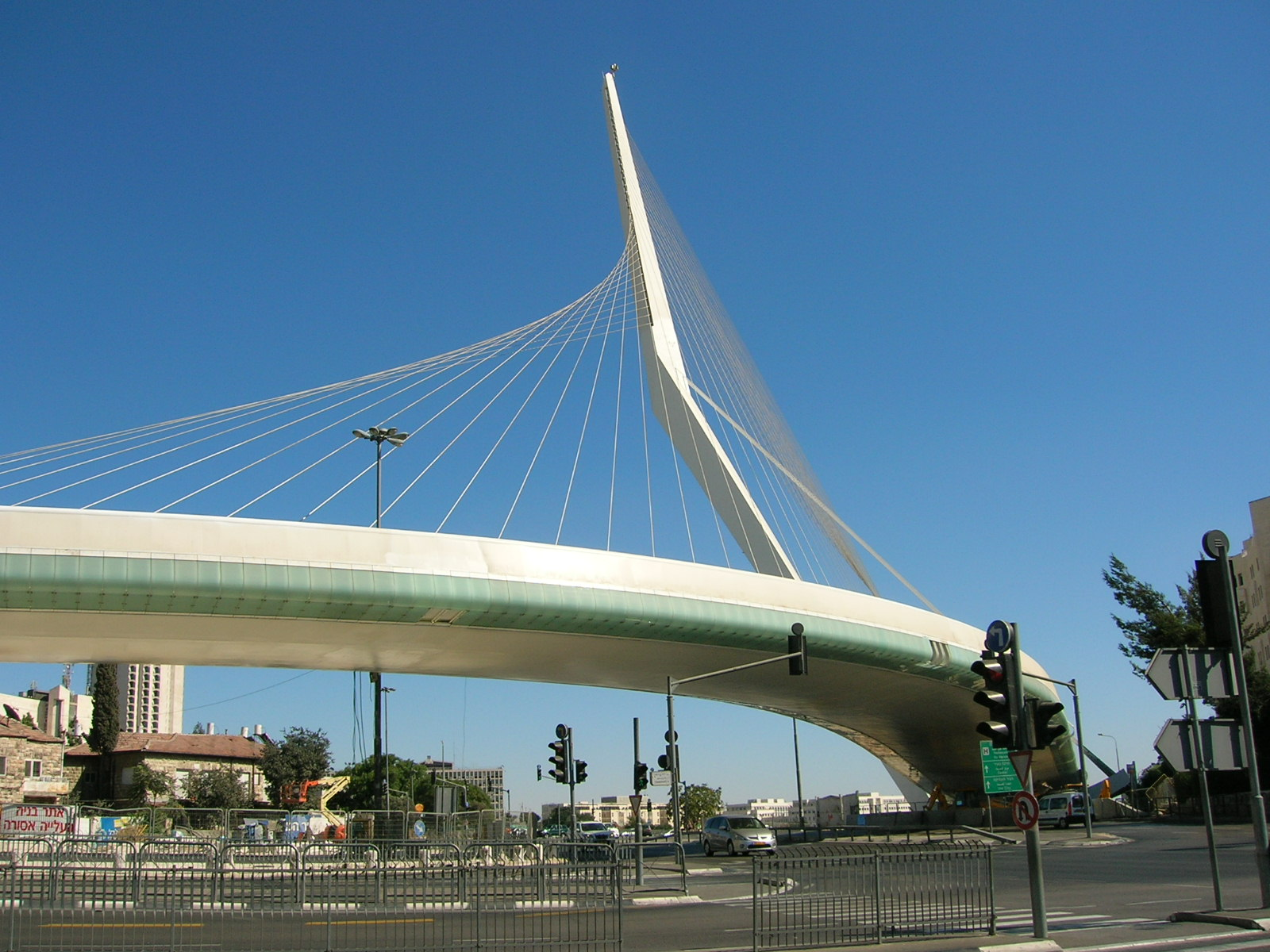
Vista del puente en 2008.

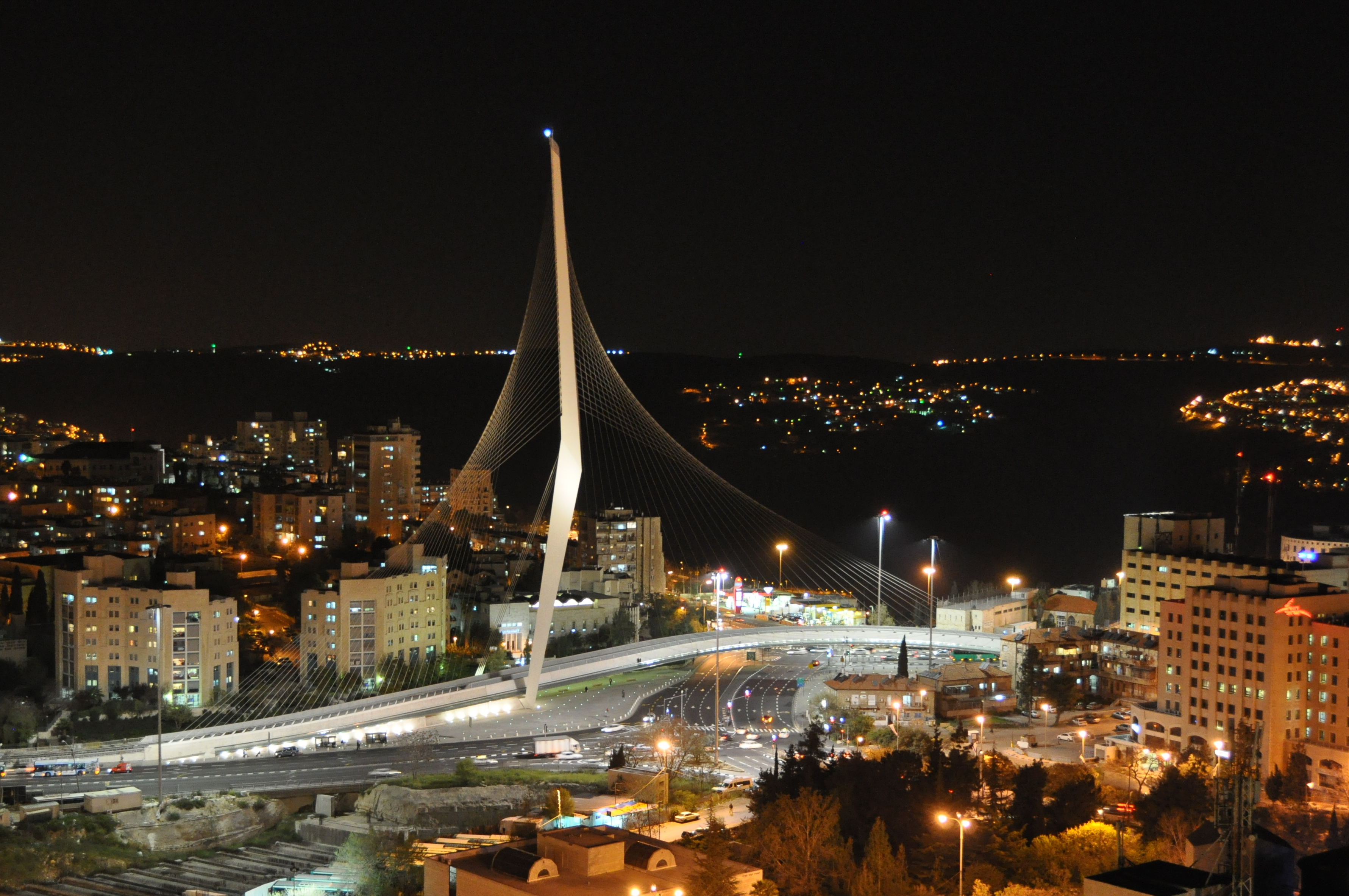
Vista nocturna.

El puente atirantado de Jerusalén es obra de Santiago Calatrava quién lo construyó entre 2005 y 2008, siendo inaugurado en 25 de junio de ese año. Se encuentra en el noroeste de la ciudad de Jerusalén (Israel) y marca la entrada a la parte occidental de la ciudad.
El conjunto de los cables y la forma de la estructura sugiere un arpa gigante, "el arpa del rey David", como un símbolo de la ciudad sagrada. En referencia a esta forma muchos habitantes lo llaman "el Puente de Cuerdas". Calatrava es además el creador de otro puente en la ciudad israelí de Petah Tikva. El mástil del puente, es actualmente la estructura más alta de la ciudad de Jerusalén y puede verse desde casi cualquier lugar alto de la ciudad.
El puente tiene carriles para el tranvía de la ciudad (inaugurado en 2011) y ofrece una llamativa entrada a Jerusalén.